# ハッシュドビーフ

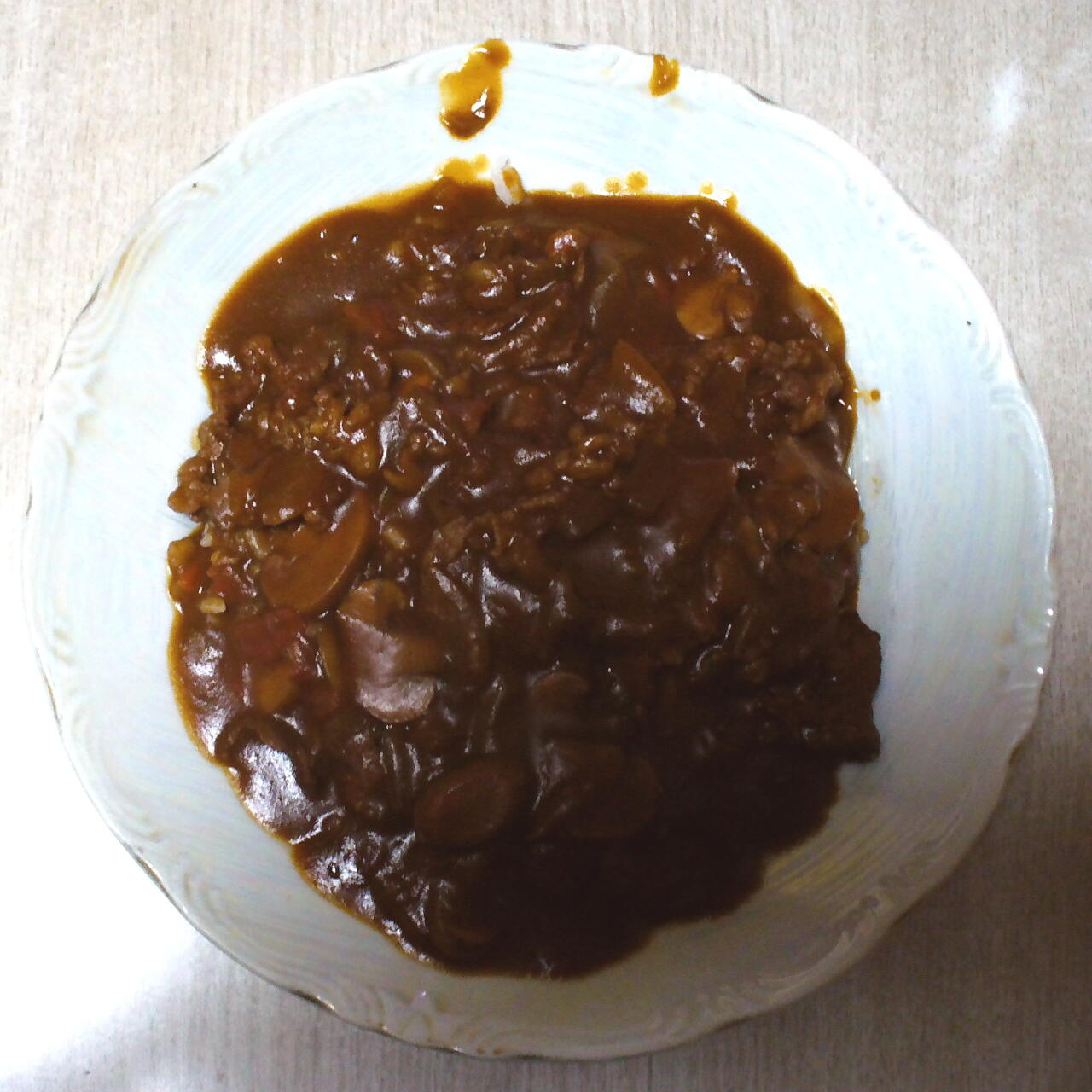
ハッシュドビーフ

ハッシュドビーフ （英: hashed beef） は、薄く細切りにした牛肉をドミグラスソースやトマトソースで煮込んだ洋食である。
イギリス発祥の料理で、細かく刻んだ野菜と薄切りの牛肉を炒めて煮込んだ料理をハッシュドビーフと称したが、英国で元来はドミグラスソースで煮込んでおらず、のちに日本へ伝わってから変化したと推察される。

## 他国のハッシュドビーフ
19世紀以前に発刊された欧米の書籍で見られる古来イギリス料理の Hashed Beef は、薄切り牛肉の煮込み料理で多くが共通している。
- 1788年に発行されたイギリス料理の書籍は、残り物のローストビーフを薄く切ってエシャロットやピクルスとともに煮込む[4]、と記している。
- 1862年に発行された料理本は、薄切りにした牛肉をマッシュルームケチャップと肉汁のスープで煮る、ワインビネガーとケチャップを煮詰めたソースで煮る、温めたクルミのピクルスを添える、など記している[5]。
- 1881年にアメリカで発行された家庭百科事典は、牛肉の薄切りとたまねぎをアンチョビーソースとマッシュルームケチャップと肉汁のスープで煮込む、と記している[6]。
- 1888年に日本で発行された料理書は、ローストビーフ（原文は「ロースビフ」）とデミグラスソース（原文は「スチウのソース」）を用いる「ハヤシビフ」を記している[7]。
- 1909年に日本で発行された主婦向けの料理指南書は、小麦粉を炒ってとろみを付けるブラウンソースの手法を用いた「ハヤシビーフ」を記している[8]。

## 食べ方
日本は白飯に載せて食する事例が多く、これをハヤシライスと称する者も散見される。バターライスに載せたり、パンやマッシュトポテトを添えて食する事例も見られる。